# Oléocanthal
L'oléocanthal est un composé phytochimique phénolique aux propriétés antioxydantes. Il s'agit d'un ester de tyrosol ayant une structure voisine de celle de l'oleuropéine. Présent notamment dans l'huile d'olive, il donne son goût légèrement poivré à l'huile d'olive vierge extra.
L'oléocanthal présente des propriétés antioxydantes et anti-inflammatoires. Tout comme les anti-inflammatoires non stéroïdiens standards, c'est un inhibiteur enzymatique non spécifique des cyclooxygénases (COX). L'absorption régulière en petites quantités d'oléocanthal à travers la consommation d'huile d'olive pourrait être à l'origine des effets bénéfiques du régime méditerranéen en réduisant l'incidence des maladies cardiovasculaires.
L'oléocanthal est responsable de la sensation de brûlure dans la gorge lors de la consommation d'huile d'olive extra-vierge,.